# Castellers de Caldes de Montbui
Els Castellers de Caldes de Montbui, també coneguts amb el malnom d'escaldats, és la colla castellera de Caldes de Montbui, al Vallès Oriental, fundada el 1996. Els castellers de Caldes són una colla de 7.

## Història

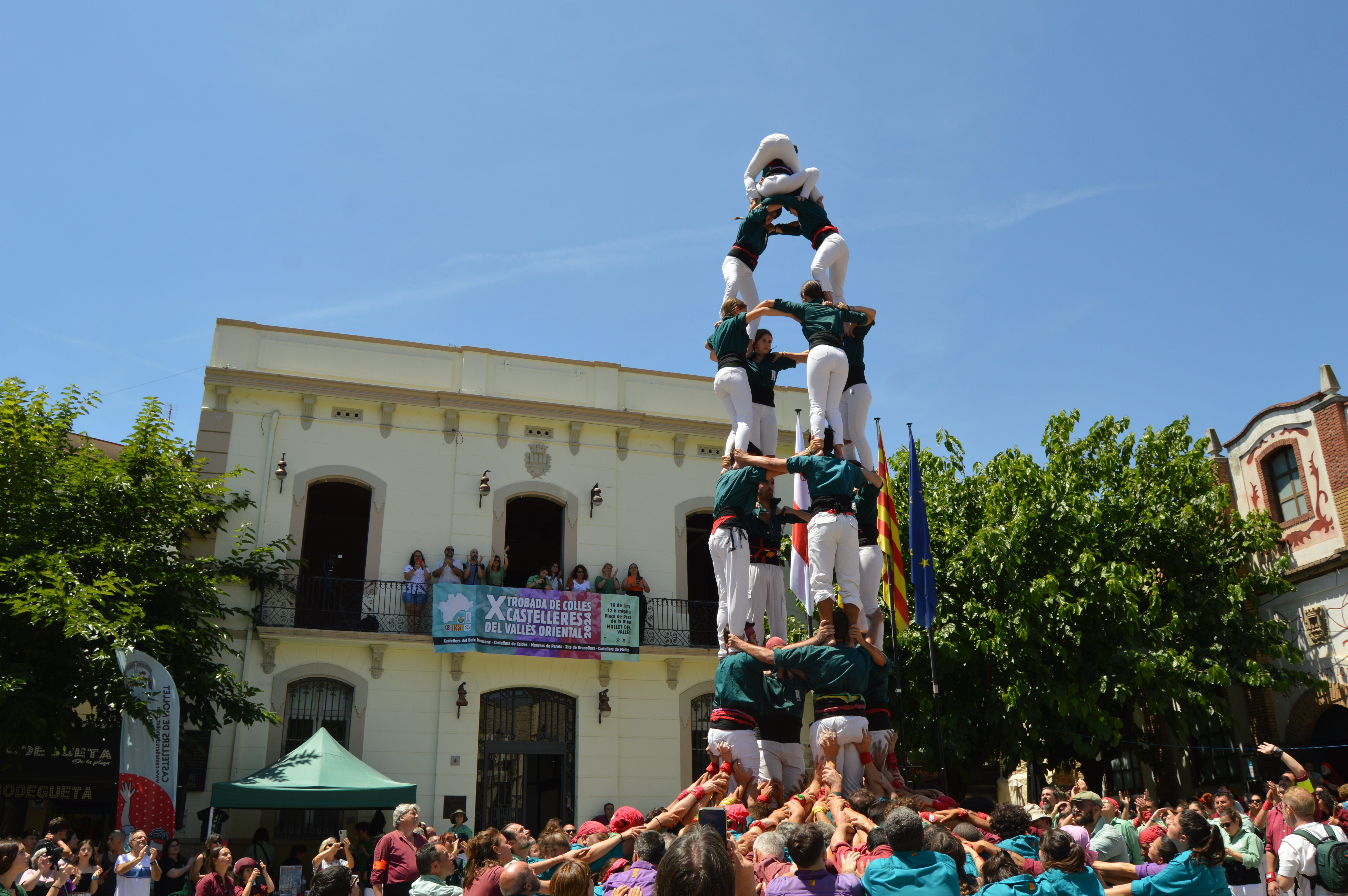
4d7 dels Castellers de Caldes de Montbui

L'any 1995 un grup de joves pertanyents al Ball de Diables de Caldes es proposaren fer un castell com activitat lúdica. Aquest fet crear expectació entre la gent del poble i durant aquell hivern es va començar a plantejar la possibilitat de crear una nova colla. La colla embrionària començà a assajar al centre cívic amb la col·laboració d'antics membres dels extints Castellers de Montmeló i l'assessorament d'alguns membres de Xics de Granollers. La colla es presentà de forma oficial, amb camisa verd ampolla, l'octubre de 1996 a la Festa Major, apadrinats per Xics de Granollers i Tirallongues de Manresa.
Els primers castells assolits va ser el 3 de 6, 4 de 6, 4 de 6 amb l'agulla (1997), 2 de 6 (1998), pilar de 5 carregat (1999), pilar 5 descarregat, 5 de 6 (2000), 3 de 7 (2001). La de l'any 2002 va ser la millor temporada de la colla en la que van poder descarregar el 3 de 7, el 4 de 7 i 3 pilars de 5 al llarg de l'any. Posteriorment carregà un parell de 3 de 7 més les temporades 2005 i 2006.
La colla ha actuat amb assiduïtat a la plaça de la Font del Lleó, on s'han vist castells de la gamma alta de 8 aixecats pels Bordegassos de Vilanova, Capgrossos de Mataró i Minyons de Terrassa, que han contribuït a fer difusió i crear afició castellera en una vila que anteriorment no n'havia vist mai. En aquesta plaça també hi han actuat els Castellers de Badalona, Castellers del Poble Sec i Castellers de la Sagrada Família. Els Castellers de Caldes han participat en diades d'altres colles, com la dels Castellers de Mollet i han participat en concursos com el VI Concurs de castells Vila de Torredembarra.
La temporada 2012 la colla va aconseguir una fita molt perseguida però sempre llunyana: ser una colla de 7. Per a aconseguir-ho, cal descarregar 12 castells de 7 en 3 anys, però només va fer falta una temporada.
En la diada de la colla del 2013 aconseguiren el seu primer i únic castell de set i mig, el 3 de 7 amb l'agulla.
El 2015 es va fer per primera vegada el 4d7a i el 5d7, juntament amb el 3d7a i pd5 en una mateixa diada. Aquell any es va fer el rècord de castells de 7 en una temporada, i per primera vegada es portaven 3 castells de 7 i mig a plaça.
Del 2016 al 2019 la colla va mantenir els castells bàsics de 7 i en alguna ocasió es va fer el 3d7a.
El 2020, amb l’arribada de la pandèmia de la COVID-19, l’activitat castellera es va aturar després d’haver fet el 3d7 més matiner de la història. Amb el 25è aniversari de la colla, al mes de maig del 2021 vam recuperar l’activitat castellera, tot i les restriccions per la pandèmia, que van seguir presents fins a mitjans de la temporada 2022, on els castells s'havien de fer amb mascareta.
La temporada 2023 va ser la primera després de la pandèmia de la COVID-19 que es va poder fer sense cap restricció on vam recuperar la regularitat amb els castells de 7 bàsics i vam recuperar el 3d7a i el 4d7a.
La temporada del 2024 va ser la millor fins al moment en què van descarregar per primera vegada el 7d7 a l'actuació de Festa Major, juntament amb el 5d7 i el 4d7a.